# Olaf Thörsen
Olaf Thörsen, född Carlo Andrea Magnani 27 september 1971 i Viareggio, Toscana, är en italiensk musiker. Han är gitarrist i de progressiva power metal-banden Labyrinth och Vision Divine.

## Biografi
Thörsen började spela gitarr i tjugoårsåldern och grundade Labyrinth (som hade sitt ursprung i bandet Morbid Vision) 1994. Med undandtag för åren mellan 2002 och 2009 har han varit bandet trogen. År 1998 grundade han Vision Divine och hade bandet som sitt huvudfokus under åren utanför Labyrinth. Han använder Ibanez-gitarrer och Engl-förstärkare.
Olaf Thörsen har, utöver aktiviteter i sina huvudband, även gästspelat på andra heavy metal-bands album, samt verkat som producent.

## Diskografi i urval
Labyrinth
- No Limits (1996)
- Return to Heaven Denied (1998)
- Sons of Thunder (2001)
- Return to Heaven Denied Pt. II - "A Midnight Autumn's Dream" (2010)
- Architecture of a God (2017)
- Welcome to the Absurd Circus (2021)
- In the Vanishing Echoes of Goodbye (2025)

Vision Divine
- Vision Divine (1999)
- Send Me an Angel (2002)
- Stream of Consciousness (2004)
- The Perfect Machine (2005)
- The 25th Hour (2007)
- 9 Degrees West of the Moon (2009)
- Destination Set to Nowhere (2012)
- When All the Heroes Are Dead (2019)
- Blood and Angels' Tears (2024)